# Ballók Csilla
Ballók Csilla Eszter (1985. július 14. –) magyar tekéző, sportújságíró. A Nemzeti Sport munkatársa, illetve a Ferencvárosi TC női tekecsapatának tagja.

## Pályafutása

### Tekézőként
2006-tól 2009-ig a BKV Előre játékosa volt. 2009 nyarán igazolt a Ferencvárosi TC-hez, mellyel a 2009-2010-es magyar bajnokságban ezüstérmet szerzett.

### Sportújságíróként
2007-től a Nemzeti Sport külső, 2009-től főállású munkatársa. Szakterületei közé tartozik a kajak-kenu, a műugrás és -úszás, a ló- és lovassport, a sportlövészet, valamint a kézilabda. Ő tudósított a magyar csodaló, Overdose legtöbb versenyéről.
Diplomamunkáját 2009-ben írta az Eötvös Loránd Tudományegyetem Bölcsészettudományi Karának média (kommunikáció) szakán "A sport reprezentációja a médiában. A 2008-as pekingi olimpia megjelenítése a Nemzeti Sportban" címmel.

## Sikerei, díjai
- Magyar bajnokság
  - 2.: 2009–10 (csapatbajnokság)